# Кригер, Петер
Петер Кригер (нем. Peter Krieger; 30 ноября 1929—1981) — немецкий футболист, нападающий. Выступал за сборную Саара.

## Биография

### Клубная карьера
Начинал игровую карьеру в клубе «Гайслинген» в 1948 году. Через год перешёл в «Штутгарт», с которым выступал в южной зоне немецкой Оберлиги и в сезоне 1953/54 стал обладателем Кубка Германии. После победы в Кубке, Кригер перешёл в клуб юго-западной зоны «Саарбрюккен». В его составе был участником первого розыгрыша Кубка европейских чемпионов в сезоне 1955/56, где открыл счёт в первой встрече первого раунда против «Милана» и помог своему клубу одержать победу со счётом 4:3, однако по сумме двух встреч «Саарбрюккен» уступил с общим счётом 5:7. В составе «Саарбрюккена» выступал до 1962 года и провёл более 150 матчей в Оберлиге. Дважды принимал участие в финальной стадии чемпионата Германии.

### Карьера в сборной
Дебютировал за сборную Саара 9 октября 1955 года в товарищеском матче со второй сборной Франции (7:5), в котором отметился забитым голом. В дальнейшем сыграл ещё в трёх товарищеских матчах, включаю игру 6 июня 1956 года против Нидерландов (2:3), которая стала последней в истории сборной Саара. 1 января 1957 года Протекторат Саар официально вошёл в состав ФРГ и сборная прекратила своё существование.

## Достижения
«Штутгарт»
- Обладатель Кубка Германии: 1953/54

«Саарбрюккен»
- Победитель юго-западной зоны Оберлиги: 1960/61